# Nikołaj Barekow
Nikołaj Tichomirow Barekow, bułg. Николай Тихомиров Бареков (ur. 16 października 1972 w Płowdiwie) – bułgarski dziennikarz, prezenter telewizyjny, a także polityk, założyciel partii Bułgaria bez Cenzury, poseł do Parlamentu Europejskiego VIII kadencji.

## Życiorys
Absolwent filologii bułgarskiej, specjalizował się następnie w dziennikarstwie telewizyjnym. Pracę zawodową podjął w 1992 w Płowdiwie w radiu Kanał Kom. Po kilku latach przeniósł się do Sofii, gdzie prowadził polityczny talk-show w telewizji Ewropa, a następnie przez siedem lat programy w komercyjnym kanale bTV. W 2010 objął stanowisko dyrektora programów informacyjnych i publicystycznych w TV7, a następnie dyrektorem zarządzającym tego kanału oraz News7 i Super7, pozostając jednocześnie prowadzącym programy publicystyczne. We wrześniu 2013 zrezygnował w aktywności dziennikarskiej w związku z zamiarem założenia własnej partii politycznej. Nowe ugrupowanie pod nazwą Bułgaria bez Cenzury powstało w styczniu 2014.
W 2014 stanął na czele listy swojej formacji w wyborach europejskich, uzyskując mandat eurodeputowanego VIII kadencji. W styczniu 2017 Nikołaj Barekow zapowiedział tworzenie nowego ugrupowania politycznego; ostatecznie kierowana przez niego partia przyjęła nową nazwę – Prezaredi BG.